# Maikel Aerts
Maikel Aerts (ur. 26 czerwca 1976 w Eindhoven) – piłkarz holenderski grający na pozycji bramkarza.

## Kariera
Zawodową karierę zaczynał w FC Den Bosch. W latach 1994–2001 rozegrał 109 meczów w barwach Den Bosch. Następnie przeszedł do belgijskiego Germinalu Beerschot, gdzie jednak był tylko rezerwowym i rozegrał 9 spotkań. W 2002 przeszedł do RBC Roosendaal. Tam do 2005 roku rozegrał 71 spotkań i przeszedł do Feyenoordu.
W drużynie Erwina Koemana był rezerwowym i nie rozegrał jedynie 8 spotkań. Następnie występował w Willem II Tilburg, a w 2010 roku przeszedł do Herthy, gdzie w 2012 roku zakończył karierę.
W Eredivisie rozegrał 202 spotkania.